# Sandy Curtis
Die australische Autorin Sandy Curtis (* 1948 in Biloela) lebt in Bundaberg, Queensland. Sie ist verheiratet, hat drei erwachsene Kinder und ist nicht nur begeisterte Leserin, sondern entwickelte schon in Teenagerzeiten eine Leidenschaft für das Schreiben. Sie ist Mitglied der Schriftstellervereinigung Romance Writers of Australia und hat neben einigen erfolgreichen Romanen auch Kurzgeschichten veröffentlicht. Für den Roman Am Abgrund der Vergeltung hat sie 2003 den australischen Preis Ned Kelly Award erhalten.

## Werke
Sandy Curtis brachte fünf Bücher in den Verlagen Pan Macmillan in Australien und Bastei Lübbe in Deutschland heraus.
- Der Sturm der Rache (Orig. Titel: Fatal flaw; ISBN 978-3-404-16266-6)
- Im Sog der Täuschung (Orig. Titel: Dangerous deception; ISBN 978-3-404-15681-8)
- Der Fluss des Vergessens (Orig. Titel: Black ice; ISBN 978-3-404-77182-0)
- Am Abgrund der Vergeltung (Orig. Titel: Until death; ISBN 978-3-404-15488-3)
- Im Meer der Furcht (Orig. Titel: Deadly tide; ISBN 3-404-15317-0)
- Das Tal der Angst (Orig. Titel: Dance with the devil; ISBN 3-404-77023-4)